# Ninohe
Ninohe (jap. 二戸市, -shi) ist eine Stadt in der Präfektur Iwate auf Honshū, der Hauptinsel von Japan.

## Geographie
Ninohe liegt südwestlich von Hachinohe und nördlich von Morioka.

## Geschichte
Die Stadt Ninohe wurde am 1. April 1972 aus den ehemaligen Gemeinden Fukuoka und Kindaichi gegründet.

## Verkehr
- Straße:
  - Hachinohe-Autobahn
  - Nationalstraße 4
  - Nationalstraße 395
- Zug:
  - JR Tohoku-Shinkansen, Bahnhof Ninohe
  - IGR-Iwate-Ginga-Eisenbahn

## Angrenzende Städte und Gemeinden

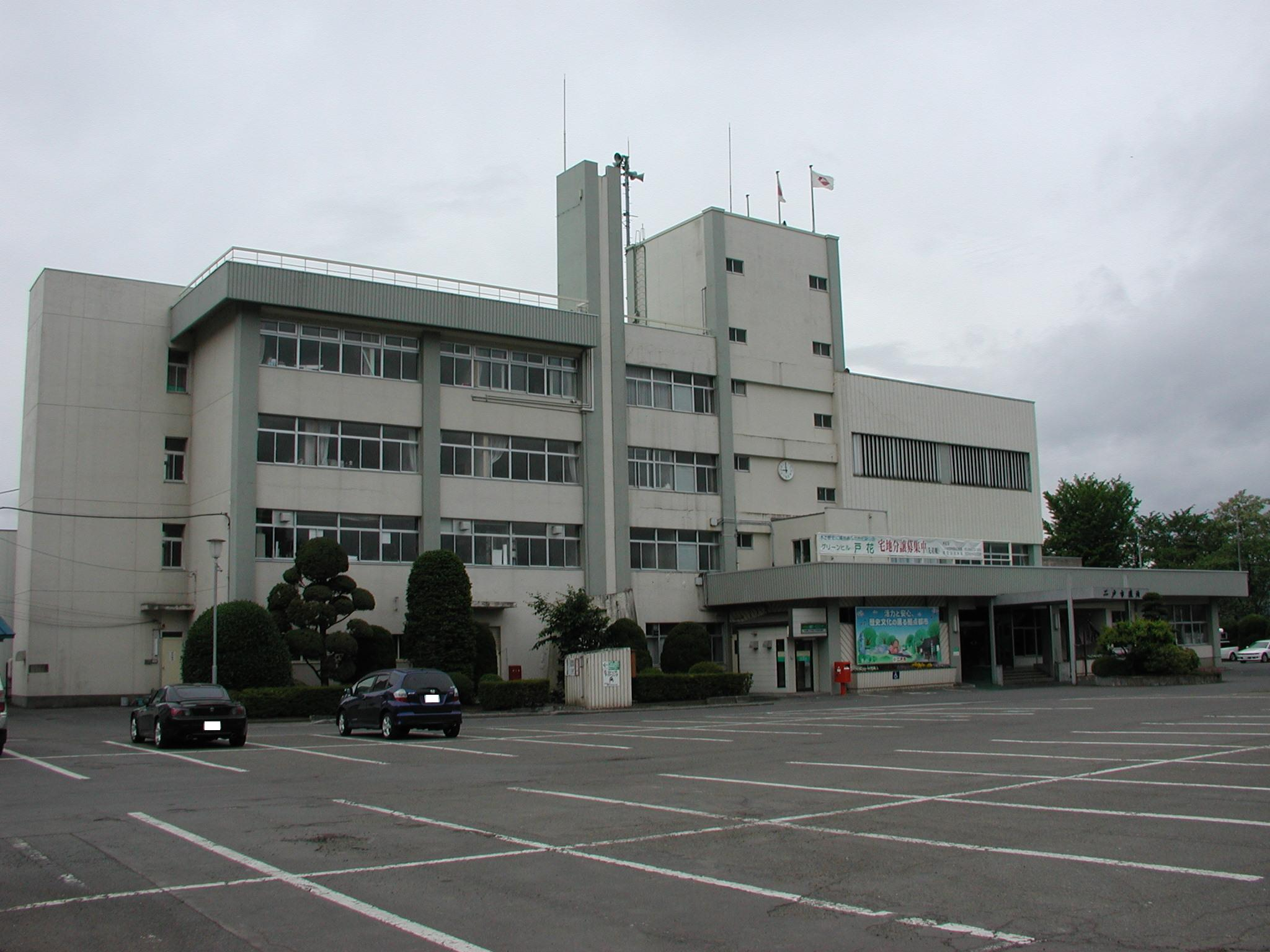
Rathaus von Ninohe (Foto aufgenommen im Mai 2008)

- Hachimantai